# 12-й флот (США)
12-й флот (США) (англ. United States Twelfth Fleet) — оперативне об'єднання у складі Військово-морських сил США, флот, що входив до Європейського угруповання ВМС Сполучених Штатів за часів Другої світової війни.
9 вересня 1943 року адмірал Ернест Кінг наказав консолідувати усі Військово-морські сили США у Європі під єдиним командуванням. Ідею створення такого формування висунув трошки раніше контрадмірал Алан Г. Кірк для підготовки союзних військ до вторгнення у Північно-Західну Європу.
12-й флот був створений під командуванням керівника військово-морськими операціями ВМС США у Європі адмірала Гарольда Старка 1 жовтня 1943 року, розформування почалось наприкінці 1945 року і закінчилось 1946 року
Командування флоту базувалось у Лондоні, Англія.
До складу 12-го флоту входили:
- 122-га оперативна група флоту під командуванням контрадмірала Алан Г. Кірка;
- 11-те амфібійне командування;
- командування десантними судами та морськими базами в Європі, що відповідали за отримання та контроль накопичення десантних суден для вторгнення.